# تيكن (فلم 2010)
تيكين (鉄 拳؟) هو فيلم أمريكي 2010 من فئة فنون الدفاع عن النفس من إخراج دوايت ليتل والمقتبس من سلسلة لعبة القتال الذي يحمل نفس الاسم.عرض الفيلم في السوق الأمريكي. في 14 يناير 2010

## طاقم التمثيل
- جون فو
- كيلي أوفرتون
- كاري،
- إيان أنتوني ديل
- تاملين توميتا
- كانديس هيلبراند
- لوك جوس
- غاري دانيلز
- ميرسيا مونرو

## وصلات خارجية
- تيكن على موقع IMDb (الإنجليزية)
- تيكن على موقع روتن توميتوز (الإنجليزية)
- تيكن على موقع نتفليكس (الإنجليزية)
- تيكن على موقع قاعدة بيانات الأفلام العربية
- تيكن على موقع ألو سيني (الفرنسية)
- تيكن على موقع Turner Classic Movies (الإنجليزية)
- تيكن على موقع أول موفي (الإنجليزية)
- تيكن على موقع بوكس أوفيس موجو (الإنجليزية)
- تيكن على موقع فيلمافينيتي (الإسبانية)
- تيكن على موقع قاعدة بيانات الأفلام السويدية (السويدية)

1. ↑  وصلة مرجع: http://www.imdb.com/title/tt0411951/. الوصول: 11 يوليو 2016.
2. 1 2 3 4  وصلة مرجع: http://stopklatka.pl/film/tekken. الوصول: 11 يوليو 2016.
3. 1 2 3 4 5  وصلة مرجع: http://www.allocine.fr/film/fichefilm_gen_cfilm=61044.html. الوصول: 11 يوليو 2016.
4. 1 2 3 4 5 6 7 8 9 10 11 12 13 14 15 16  وصلة مرجع: http://www.imdb.com/title/tt0411951/fullcredits. الوصول: 11 يوليو 2016.
5. 1 2  وصلة مرجع: http://www.adorocinema.com/filmes/filme-61044/. الوصول: 11 يوليو 2016.
6. ↑  مذكور في: تفريغات بيانات Freebase. الناشر: جوجل.